# Liverpool Football Club 1974-1975
Questa voce raccoglie le informazioni riguardanti il Liverpool Football Club nelle competizioni ufficiali della stagione 1974-1975.

## Stagione
Poco prima dell'inizio della stagione avvenne il ritiro di Bill Shankly che, dopo aver acquistato dall'Arsenal Ray Kennedy, cedette il posto di allenatore al suo assistente Bob Paisley, che nel corso della stagione effettuò alcuni importanti acquisti come Phil Neal e Jimmy Case.
La squadra ebbe un buon avvio, vincendo il Charity Shield ai rigori contro il Leeds Utd e sfoderando delle prestazioni convincenti sia in campionato sia in Europa. Nel prosieguo della stagione, i Reds accusarono tuttavia alcuni passi falsi che comportarono l'eliminazione agli ottavi di finale di Coppa delle Coppe contro i futuri finalisti del Ferencváros e la perdita di punti importanti in una lotta al titolo molto combattuta, che al termine della stagione vide la squadra seconda a -2 dal Derby County campione. Deludenti furono anche le prestazioni nelle coppe nazionali, dove i Reds uscirono in entrambi i casi al quarto turno.

## Maglie e sponsor
Lo sponsor tecnico per la stagione 1974-1975 è Umbro.
| Manica sinistra · Manica sinistra · Maglietta · Maglietta · Manica destra · Manica destra · Pantaloncini · Calzettoni | Manica sinistra · Manica sinistra · Maglietta · Maglietta · Manica destra · Manica destra · Pantaloncini · Calzettoni |  |

## Rosa
| N. |                        | Ruolo | Calciatore      |
| -- | ---------------------- | ----- | --------------- |
|    | Inghilterra (bandiera) | P     | Ray Clemence    |
|    | Inghilterra (bandiera) | P     | Frank Lane      |
|    | Inghilterra (bandiera) | D     | Roy Evans       |
|    | Inghilterra (bandiera) | D     | Emlyn Hughes    |
|    | Inghilterra (bandiera) | D     | John McLaughlin |
|    | Inghilterra (bandiera) | D     | Brian Kettle    |
|    | Inghilterra (bandiera) | D     | Chris Lawler    |
|    | Inghilterra (bandiera) | D     | Alec Lindsay    |
|    | Inghilterra (bandiera) | D     | Phil Neal       |
|    | Inghilterra (bandiera) | D     | Phil Thompson   |
|    | Inghilterra (bandiera) | D     | Tommy Smith     |
|    | Inghilterra (bandiera) | C     | Ian Callaghan   |
|    | Inghilterra (bandiera) | C     | Jimmy Case      |
|    | Scozia (bandiera)      | C     | Peter Cormack   |

| N. |                        | Ruolo | Calciatore       |
| -- | ---------------------- | ----- | ---------------- |
|    | Scozia (bandiera)      | C     | Brian Hall       |
|    | Irlanda (bandiera)     | C     | Steve Heighway   |
|    | Inghilterra (bandiera) | C     | Ray Kennedy      |
|    | Inghilterra (bandiera) | C     | Terry McDermott  |
|    | Inghilterra (bandiera) | C     | John McLaughlin  |
|    | Inghilterra (bandiera) | C     | Max Thompson     |
|    | Inghilterra (bandiera) | A     | Phil Boersma     |
|    | Inghilterra (bandiera) | A     | Derek Brownbill  |
|    | Inghilterra (bandiera) | A     | David Fairclough |
|    | Inghilterra (bandiera) | A     | Kevin Keegan     |
|    | Inghilterra (bandiera) | A     | Kevin Kewley     |
|    | Galles (bandiera)      | A     | John Toshack     |
|    | Inghilterra (bandiera) | A     | Alan Waddle      |

## Risultati

### FA Charity Shield
| Arbitro: | Matthewson |

|                                             |                      |                                         |
| Boersma 19’                                 | Marcatori            | 70’ Cherry                              |
| Lindsay Hughes Hall Smith Cormack Callaghan | Tiri di rigore 6 – 5 | Lorimer Giles Gray Hunter Cherry Harvey |

### Coppa delle Coppe
| Arbitro: | Borg |

| |           |  |
| Lindsay 3’ (rig.) Boersma 13’, 35’ Thompson 30’, 74’ Heighway 42’ Cormack 65’ Hughes 76’ Smith 85’ Callaghan 87’ Kennedy 88’ | Marcatori |  |

| Arbitro: | Axelryd |

|  |           |             |
|  | Marcatori | 17’ Kennedy |

| Arbitro: | Sánchez Ibáñez |

|            |           |          |
| Keegan 37’ | Marcatori | 90’ Máté |

| Budapest 5 novembre 1974 Ottavi di finale - Ritorno | Ferencváros | 0 – 0 referto | Liverpool | Népstadion (30 000 spett.)\| Arbitro: \| Vigliani \| |
| Arbitro:                                            | Vigliani    |               |           |                                                      |

## Statistiche

### Andamento in campionato
Luogo, risultato e posizione seguono l'ordine ufficiale delle giornate.
| Giornata  | 1 | 2 | 3 | 4 | 5 | 6 | 7 | 8 | 9 | 10 | 11 | 12 | 13 | 14 | 15 | 16 | 17 | 18 | 19 | 20 | 21 | 22 | 23 | 24 | 25 | 26 | 27 | 28 | 29 | 30 | 31 | 32 | 33 | 34 | 35 | 36 | 37 | 38 | 39 | 40 | 41 | 42 |
| --------- | - | - | - | - | - | - | - | - | - | -- | -- | -- | -- | -- | -- | -- | -- | -- | -- | -- | -- | -- | -- | -- | -- | -- | -- | -- | -- | -- | -- | -- | -- | -- | -- | -- | -- | -- | -- | -- | -- | -- |
| Luogo     | T | T | C | C | T | C | T | C | C | T  | T  | C  | T  | T  | C  | T  | C  | T  | C  | T  | C  | C  | T  | C  | T  | T  | C  | T  | C  | T  | C  | C  | T  | C  | T  | C  | T  | C  | T  | C  | T  | C  |
| Risultato | V | N | V | V | V | V | P | V | P | N  | V  | V  | N  | V  | V  | P  | P  | N  | N  | N  | N  | V  | P  | V  | P  | P  | V  | P  | V  | N  | N  | N  | N  | N  | V  | V  | P  | V  | V  | V  | P  | V  |
| Posizione | 8 | 8 | 5 | 2 | 1 | 1 | 3 | 2 | 2 | 7  | 5  | 1  | 1  | 1  | 1  | 1  | 2  | 1  | 2  | 2  | 4  | 2  | 3  | 1  | 3  | 8  | 4  | 7  | 5  | 5  | 5  | 5  | 4  | 6  | 5  | 3  | 5  | 5  | 4  | 3  | 3  | 2  |

Fonte:  Premier League 1974/1975 » Schedule, su worldfootball.net.
Legenda:

Luogo: C = Casa; T = Trasferta. Risultato: V = Vittoria; N = Pareggio; P = Sconfitta.